# جيم تاورز
جيم تاورز (بالإنجليزية: Jim Towers)‏ هو لاعب كرة قدم بريطاني في مركز الهجوم، ولد في 15 أبريل 1933 في شبردز بوش في المملكة المتحدة، وتوفي في 16 سبتمبر 2010 في هونسلو ‏ في المملكة المتحدة. لعب مع إبسفليت يونايتد وكوينز بارك رينجرز ونادي ألدرشوت ونادي برينتفورد ونادي غيلينغهام ونادي ميلوول.